# Por un beso (canción de Gloria Estefan)
«Por un beso» es una canción de Gloria Estefan, lanzada como el cuarto sencillo promocional y el séptimo sencillo en general, tomada de su tercer álbum en español "Alma caribeña". Esta canción es una de las canciones más reconocidas de Estefan en español. En 2004, fue incluida en su álbum recopilatorio "Amor y suerte: Éxitos románticos".

## Historia de la canción
El último sencillo lanzado del exitoso álbum "Alma caribeña" fue "Por un beso". Aunque no fue tan exitoso en las listas como los sencillos anteriores, se convirtió en una canción popular en español para Gloria Estefan.
Esta canción es una balada teatral que habla de la traición de un amante a través de un simple beso, la idea principal de la canción es la infidelidad. Después de la traición de su amante, ella todavía no lo odia, aunque ya no quiere estar con él.
La canción se hizo muy popular entre el público latinoamericano, y se presentó en vivo en un concierto especial de Estefan en el Atlantis Paradise Island en las Bahamas, en el que la coreografía se organizó teatralmente para que coincidiera con la canción. En México, para promocionar la canción se utilizó en una telenovela.
Una versión "tropical" de la canción fue lanzada, y solo está disponible como una compilación, lanzada en España, que cuenta con varios artistas.

## Lista de canciones
| México Promo CD sencillo(PRCD 98188) [2000] |               |               |          |  |
| N.º                                         | Título        | Escritor(es)  | Duración |  |
| 1.                                          | «Por un beso» | Robert Blades | 5:01     |  |

## Versiones oficiales

### Versiones originales
- Álbum Versión — 5:01
- Tropical Versión — 4:09

## Posicionamiento en listas
| Listas (2001)                               | Posición |
| ------------------------------------------- | -------- |
| U.S. Billboard Hot Latin Tracks             | 32       |
| U.S. Billboard Latin Pop Airplay            | 18       |
| U.S. Billboard Latin Tropical/Salsa Airplay | 36       |